# Русокосата Венера
„Русокосата Венера“ (на английски: Blonde Venus) е американски драматичен филм на режисьора Йозеф фон Щернберг, който излиза на екран през 1932 година, с участието на Марлене Дитрих, Хърбърт Маршал и Кари Грант в главните роли.

## Сюжет
Американският химик Нед Фарадей и съпругата му, естрадната певица Хелън Фарадей, живеят заедно от много години и имат малък син Джони. Веднъж по време на химически експерименти, Нед е облъчен с радий и основна задача на семейството става да се съберат пари за лечението му. Хелън е принудена да се заеме с работа в едно от градските кабарета. По време на едно от представленията си тя се запознава с богатия Ник Таунсенд. Той ѝ предлага своята помощ, Хелън е принудена да се съгласи. Нед заминава за лечение в Европа. Ник Таунсенд взима Хелън и сина и при себе си и ги обсипва с подаръци и добър живот. Нед Фарадей се излекува по-рано от предвиденото и след пристигането си научава за съществуването на друг мъж в живота на Хелън. Той я прогонва и иска да ѝ отнеме малкия Джони. Но Хелън не се отказва. Тя взема малкия Джони със себе си и дълго време се крие от полицията и от неблагодарния си съпруг, сменяйки град след град. Хелън е заловена от полицията, Джони е върнат на баща му, а тя останала без пари и без детето заминава за Европа. Хелън отново е вариететна звезда на висока почит във висшето общество в Париж. Според клюките, тя се е издигнала покрай заможни мъже, но вече е недосегаема и желана от всички. Една вечер случайно гост на кабарето е Ник Таунсенд, той я моли да го последва в Америка и да се омъжи за него. Тя се прибира в Щатите, но развръзката е различна.

## В ролите
| Актьор              | Роля                       |
| ------------------- | -------------------------- |
| Марлене Дитрих      | Хелън Фарадей/Хелън Джоунс |
| Хърбърт Маршал      | Едуард (Нед) Фарадей       |
| Кари Грант          | Ник Таунсенд               |
| Дики Мур            | Джони Фарадей              |
| Джийн Морган        | Бен Смит                   |
| Рита Ла Рой         | (Такси) Бел Хупър          |
| Робърт Емет О'Конър | Дан О'Конър                |
| Сидни Толер         | детектив Уилсън            |
| Морган Уолъс        | д-р Пиърс                  |